# La Bauma (Ardecha)
Labeaume és un municipi francès situat al departament de l'Ardecha i a la regió d'Alvèrnia-Roine-Alps. L'any 2007 tenia 536 habitants.

## Demografia

### Població
El 2007 la població de fet de Labeaume era de 536 persones. Hi havia 247 famílies de les quals 78 eren unipersonals (32 homes vivint sols i 46 dones vivint soles), 95 parelles sense fills, 53 parelles amb fills i 21 famílies monoparentals amb fills.
La població ha evolucionat segons el següent gràfic:
Habitants censats

### Habitatges
El 2007 hi havia 570 habitatges, 258 eren l'habitatge principal de la família, 297 eren segones residències i 15 estaven desocupats. 481 eren cases i 83 eren apartaments. Dels 258 habitatges principals, 201 estaven ocupats pels seus propietaris, 41 estaven llogats i ocupats pels llogaters i 16 estaven cedits a títol gratuït; 4 tenien una cambra, 4 en tenien dues, 56 en tenien tres, 78 en tenien quatre i 116 en tenien cinc o més. 210 habitatges disposaven pel capbaix d'una plaça de pàrquing. A 134 habitatges hi havia un automòbil i a 107 n'hi havia dos o més.

### Piràmide de població
La piràmide de població per edats i sexe el 2009 era:
| Homes | Edats   | Dones |
| ----- | ------- | ----- |
| 0     | 95 o +  | 4     |
| 0     | 90 a 94 | 12    |
| 4     | 85 a 89 | 20    |
| 0     | 80 a 84 | 0     |
| 16    | 75 a 79 | 16    |
| 28    | 70 a 74 | 20    |
| 16    | 65 a 69 | 12    |
| 12    | 60 a 64 | 12    |
| 28    | 55 a 59 | 20    |
| 28    | 50 a 54 | 24    |
| 12    | 45 a 49 | 8     |
| 12    | 40 a 44 | 16    |
| 16    | 35 a 39 | 12    |
| 4     | 30 a 34 | 4     |
| 12    | 25 a 29 | 4     |
| 32    | 20 a 24 | 8     |
| 8     | 15 a 19 | 8     |
| 12    | 10 a 14 | 4     |
| 8     | 5 a 9   | 12    |
| 12    | 0 a 4   | 0     |

## Economia
El 2007 la població en edat de treballar era de 317 persones, 216 eren actives i 101 eren inactives. De les 216 persones actives 193 estaven ocupades (106 homes i 87 dones) i 23 estaven aturades (13 homes i 10 dones). De les 101 persones inactives 53 estaven jubilades, 17 estaven estudiant i 31 estaven classificades com a «altres inactius».

### Ingressos
El 2009 a Labeaume hi havia 267 unitats fiscals que integraven 568 persones, la mediana anual d'ingressos fiscals per persona era de 17.949 €.

### Activitats econòmiques
Dels 38 establiments que hi havia el 2007, 1 era d'una empresa extractiva, 8 d'empreses de construcció, 3 d'empreses de comerç i reparació d'automòbils, 1 d'una empresa de transport, 11 d'empreses d'hostatgeria i restauració, 1 d'una empresa d'informació i comunicació, 1 d'una empresa financera, 5 d'empreses immobiliàries, 5 d'empreses de serveis i 2 d'empreses classificades com a «altres activitats de serveis».
Dels 11 establiments de servei als particulars que hi havia el 2009, 3 eren paletes, 1 guixaire pintor, 1 fusteria, 1 electricista, 4 restaurants i 1 agència immobiliària.
L'any 2000 a Labeaume hi havia 9 explotacions agrícoles que ocupaven un total de 102 hectàrees.

## Poblacions més properes
El següent diagrama mostra les poblacions més properes.